# MusicBee
MusicBee —  бесплатный медиаплеер, реализованный на звуковой библиотеке BASS,  с функциями каталогизации для работы с коллекцией музыкальных файлов под ОС Microsoft Windows.

## Возможности
- Поддерживаемые форматы: MP3, AAC, M4A, MPC, OGG, FLAC, APE, TAK, WV, WMA and WAV.
- Проигрывание и риппинг Audio CD.
- Встроенная поддержка файлов разметки (CUE).
- Конвертирование в любой из поддерживаемых форматов.
- Поддержка авторегулировки громкости ReplayGain.
- Организация и переименование музыкальных файлов на основании их тегов.
- Возможность веб-браузинга благодаря использованию платформы Mozilla XULRunner.
- Скробблинг в Last.fm.
- Настройка внешнего вида и горячих клавиш.
- Поддержка MiniLyrics.
- Поддержка WASAPI и ASIO.